# Altella caspia
Espèce
Altella caspia est une espèce d'araignées aranéomorphes de la famille des Argyronetidae.

## Répartition
Cette espèce est endémique de l'oblys d'Atyraou au Kazakhstan,. Elle se rencontre vers Inderborsky et Makhambet.

## Description
Le mâle holotype mesure 4 mm et la femelle paratype 3,95 mm.

## Systématique et taxinomie
Cette espèce a été décrite par Ponomarev en 2008.

## Étymologie
Son nom d'espèce lui a été donné en référence au lieu de sa découverte, la mer Caspienne.

## Publication originale
- Ponomarev, 2008 : « Additions to the fauna of spiders (Aranei) of the from south of Russia and western Kazakhstan: new taxa and finds. » Caucasian Entomological Bulletin, vol. 4, no 1, p. 49-61.